# Diadegma flexum
Diadegma flexum là một loài tò vò trong họ Ichneumonidae.